# Áhmed El-Kássz
Áhmed Abdú El-Kássz (arabul: أحمد الكاس); (Alexandria, 1965. július 8. – ) egyiptomi válogatott labdarúgó. 

## Pályafutása

### Klubcsapatban
1983 és 1995 között az Olympic Alexandria csapatában játszott. 1995 és 1997 között az Ez-Zamálek játékosa volt, melynek tagjaként 1996-ban megnyerte a bajnokcsapatok Afrika-kupáját. 1998 és 2000 között az Al-Ittihad labdarúgója volt.

### A válogatottban
1987 és 1997 között 112 alkalommal szerepelt az egyiptomi válogatottban és 25 gólt szerzett. Részt vett az 1990-es világbajnokságon, ahol a Hollandia, az Írország és az Anglia elleni csoportmérkőzésen kezdőként lépett pályára. Tagja volt az 1992-es, az 1994-es és az 1996-os afrikai nemzetek kupáján szereplő válogatottnak is.

## Sikerei, díjai
Ez-Zamálek
- Bajnokcsapatok Afrika-kupája győztes (1): 1996
- Afro-ázsiai klubok kupája győztes (1): 1997
- CAF-szuperkupa győztes (1): 1997